# Pyrinuron
Pyrinuron ist eine chemische Verbindung aus der Gruppe der Pyridinylharnstoffe, die als Rodentizid wirksam ist. Pyrinuron wurde 1975 von Rohm and Haas unter dem Handelsnamen Vacor in den USA eingeführt. Es stellte sich jedoch heraus, dass die Verbindung eine hohe selektive Toxizität für Menschen aufwies – mit einem deutlich geringeren LD50 als bei den vorher getesteten Hunden und Rhesusaffen. Daher wurde Pyrinuron 1979 schon wieder vom Markt genommen. In Europa war die Verbindung nie zugelassen.
Pyrinuron ist ein β-Zellgift, Verschlucken führt beim Menschen zu Typ-3-Diabetes.